# Министерство химической промышленности и удобрений Индии
Министерство химической промышленности и удобрений Индии состоит из трёх департаментов:
- Департамент химии и нефтехимии. Состоит из трех отделов: химии, нефтехимии и мониторинга. В обязанности департамента входит контроль следующих веществ:
  - лекарственные и фармацевтические препараты, за исключением тех, которые специально выделены для других ведомств
  - Инсектициды
  - Меласса
  - Алкоголь
  - Красители
  - Все органические и неорганические химические вещества
  - Бхопале
  - Нефтехимия
  - Производство не-целлюлозных синтетических волокон, таких как нейлон, полиэстер и акрил
  - Синтетический каучук
  - Пластмассы в том числе изобретения из пластика и формованных товаров
- Департамент удобрений. Состоит из следующих отделов:
  - планирования
  - импорта удобрений
  - Администрация
  - финансовый
- Департамент лекарственных средств